# السلالة الوراثية C-M48
السلالة الوراثية C-M48 والمعروفة أيضًا باسم C2b1a2 هي سلالة وراثية ذكرية.
عُثِرَ عليها بشكل متكرر بين أفراد شعوب آسيا الوسطى وسيبيريا ، مثل الإيفنك ، الإيفن ، أولش ، القازاق ، الكورياك ، والمغول (خاصة الأويرات ، مثل القلميقيين ، الزاخشين ، الأوريانخاي ، وسكان شمال غرب منغوليا بشكل عام )، واليوكاغير .
عثر أيضًا على السلالة C-M48 أحيانًا في بعض المجموعات العرقية خارج نطاق السلالة النموذجي في سيبيريا وآسيا الوسطى، مثل اليابان (2/53 C-M86 كيوشو ، 1/70 C-M86 توكوشيما ، 0/61 C-M86 شيزوكا ، 0/45 C-M217 أوكيناوا ، 0/26 C-M217 أوموري ، 0/4 C-M86 آينو )، والتبت (4/479 C-M48 شيزانغ ، 0/52 C-M48 تشينغهاي )، وبوتان (1/21 C-M86/M77)، والأوسيتيين (1/21 C-M48 أوسيتيا الجنوبية)،  والأديغه (1/154 C-M48)، والروس (1/406 C-M77 )، وبعضهم يظهرون أنماط وراثية متباينة لـ Y-STR. 

## الأصل
تشير الدراسات إلى أن السلالة C-M48، المعروفة أيضًا باسم C2b1a2، نشأت في منطقة منغوليا أو بالقرب من بحيرة بايكال في سيبيريا. هذا الاستنتاج مبني على التوزيع الجغرافي الحالي للسلالة بين شعوب وسط وشمال آسيا، مثل الأوروقن، الإيفينك، الكازاخ، الكالميك، والمغول.
ترتبط هذه السلالة ببعض الشعوب البدوية القديمة في آسيا، مثل قبائل المغول و بعض الشعوب التركية.

## التاريخ
تُقدّر الدراسات أن السلالة C-M48 ظهرت قبل حوالي 14,700 سنة، مع نطاق ثقة يتراوح بين 13,300 و16,100 سنة. تم التوصل إلى هذا التقدير من خلال تحليل الطفرات الجينية وتقدير عمر السلف المشترك الأحدث (TMRCA) .

## التحورات
تتميز السلالة C-M48 بالتحورات الجينية الرئيسية التالية: M48 وM77 وM86. تُستخدم هذه التحورات لتحديد السلالة وتصنيفها ضمن شجرة السلالات الجينية للكروموسوم Y. تُظهر الدراسات أن هذه التحورات شائعة بين شعوب سيبيريا وآسيا الوسطى، مما يعزز الفرضية حول أصل السلالة في تلك المناطق .